# Pereții calcaroși de la Izvoarele Coșuștei
Pereții calcaroși de la Izvoarele Coșuștei alcătuiesc o arie protejată de interes național ce corespunde categoriei a IV-a IUCN (rezervație naturală de tip geologic, botanic și peisagistic) situată în județul Mehedinți, pe teritoriul administrativ al comunei Balta.

## Localizare
Aria naturală  se află în extremitatea central-nordică a județului Mehedinți (în Munții Mehedinți, pe limita teritorială de graniță cu județul Caraș-Severin), în partea sud-vestică a satului Giurgiani și este străbătută de apele pârâului Coșuștea, un afluent de dreapta al Motrului.

## Descriere
Rezervația naturală a fost declarată arie protejată prin Legea Nr.5 din 6 martie 2000, publicată în Monitorul Oficial al României, Nr. 152 din 12 aprilie 2000 (privind aprobarea Planului de amenajare a teritoriului național - Secțiunea a III-a - zone protejate) și se întinde pe o suprafață de 60 hectare.
Aria protejată reprezintă o zonă naturală în Munții Mehedinți (grupă muntoasă a Munților Retezat-Godeanu aparținând de lanțul muntos al Carpaților Meridionali), aflată între masivele Ciolanu și Pietrele Albe, în a cărei areal își au obârșia izvoarele Coșuștei). Rezervația naturală de interes geologic, floristic și faunistic aflată în imediata apropiere sud-estică a Parcul Național Domogled - Valea Cernei, prezintă un relief cu abrupturi calcaroase, văii, cheiuri, doline, păduri și pajiști.